# ヒュー・ジェームス・フォス
ヒュー・ジェームス・フォス（Hugh James Foss、1848年6月25日 - 1932年3月21日）はイギリス人宣教師、日本聖公会神戸教区初代主教、日本聖公会聖ミカエル教会初代牧師、松蔭女子学院創立者、日本語での聖歌集、祈祷書、聖書作成の功労者でもある。
ケント州カンタベリー近郊の生まれ、ケンブリッジ大学卒。1876年（明治9年）聖公会系の英国福音宣布協会（SPG）の宣教師として来日して神戸で伝道を開始。1923年（大正12年）の帰国までの47年間、大阪・神戸を中心に淡路・播州方面の開拓伝道に努めた。

1892年（明治25年）1月に、女性宣教師H.M.バーケンヘッドと協力して神戸市北野町に松蔭女学校（現・松蔭中学校・高等学校）を設立。また、聖バルナバ教会（聖ミカエル教会）や乾行義塾（聖ミカエル国際学校）も設立している。1899年（明治32年）に大阪地方部（大阪・神戸両教区）主教となった。
日本語が堪能であり、日本文化への造詣が深く、聖歌数編を作った。その他、編集・出版に『賛美之歌』『基督公会之歌』『聖公会賛美歌』『古今聖歌集』などがある。また、松山高吉との共訳『ヨハネ伝福音書』は名訳として有名。